# Oanh cổ đỏ
Oanh cổ đỏ (tên khoa học: Calliope calliope) là một loài chim trong họ Muscicapidae.
Đây là loài ăn côn trùng và di cư, sinh sống ở rừng cây lá kim hỗn hợp ở tầng dưới ở Xibia. Chúng làm tổ gần mặt đất. Chúng trú đông ở Thái Lan, Ấn Độ và Indonesia. Loài này hiếm khi lang thang ở Tây Âu, chỉ vài trường hợp hiện diện xa tận đảo Anh. Chúng cũng rất hiếm khi đến quần đảo Aleutia, đáng chú ý nhất là đảo Attu.

## Hình ảnh

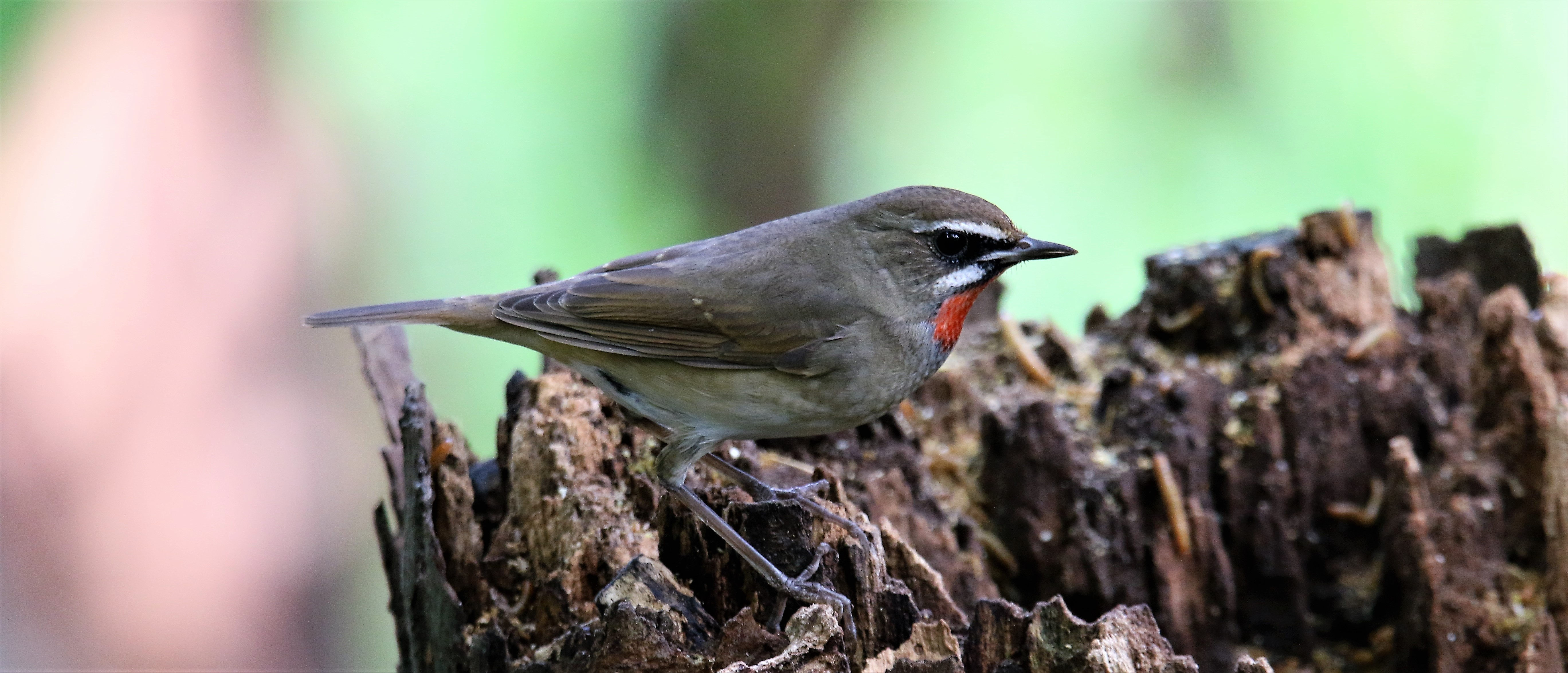
Chim trống
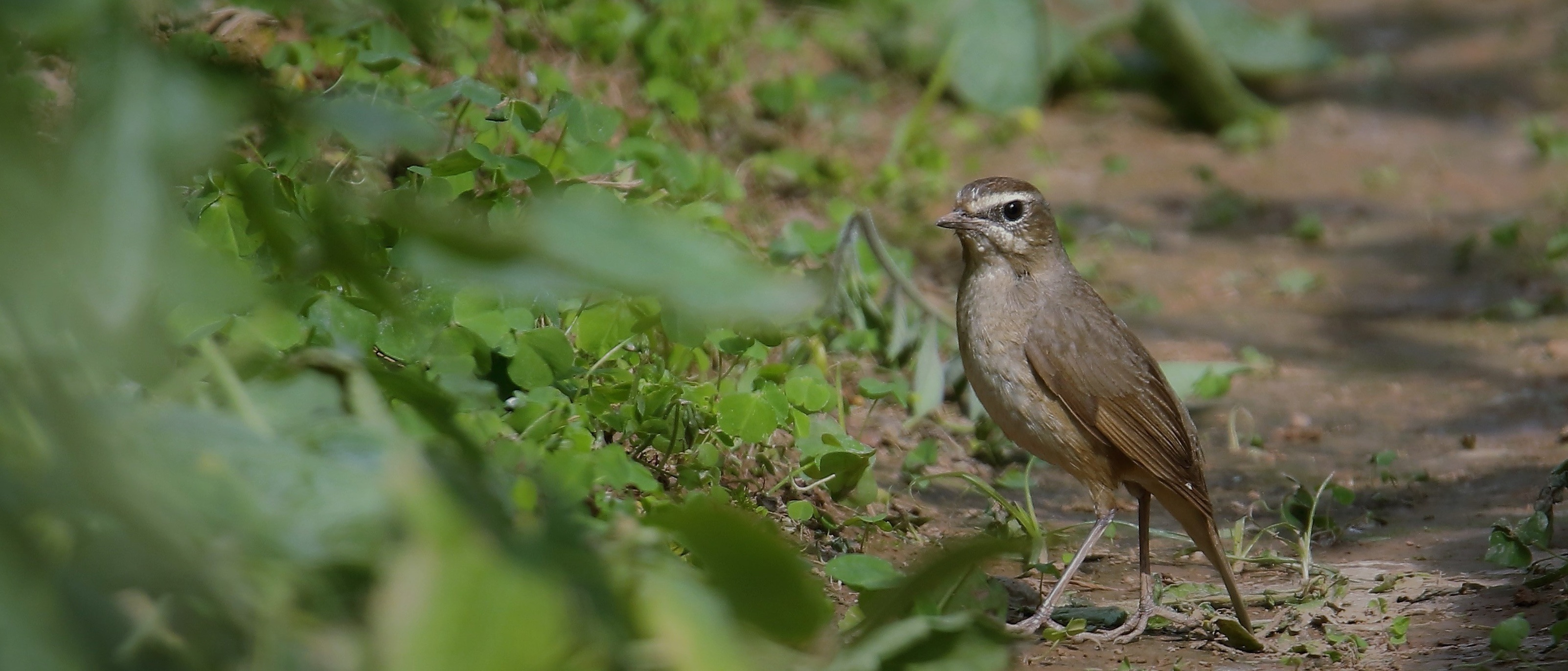
Chim mái